# Kranky
Kranky é uma gravadora independente americana de Chicago, Illinois. Foi iniciado em 1993 por Bruce Adams e Joel Leoschke. Abriga predominantemente artistas de música experimental, muitas vezes se ramificando ou se inspirando em música ambiente, rock, eletrônica ou psicodélica. Seu primeiro lançamento foi o álbum de estreia de Labradford, Prazision, em 1993. Adams deixou a gravadora em 2006, após o que Leoschke continuou a administrá-la, com a ajuda de Brian Foote da banda Kranky Nudge.